# Château Saint-Louis (Sidon)
Pour les articles homonymes, voir Château Saint-Louis (Homonymie).
Le château Saint-Louis à Sidon est une forteresse construite en 1253 à Sidon au Liban, par le roi Saint Louis en 1254, lors d'une campagne de restauration des ouvrages militaires des Croisés, à 200 mètres de la mer. On l'appelle aussi le château de terre ou encore Qala't al Mu'izz.
C'était le premier château construit à Saïda et, comme de nombreuses structures des croisés, en grande partie ruiné par les Mamelouks.
Son emplacement est l'ancien tell de Sidon sur lequel se trouvait auparavant une acropole antique, puis une fortification construite au Xe siècle par Al-Muizz li-Dîn Allah. Aujourd'hui délabré, il a toutefois subi de nombreuses restaurations, notamment de l'émir Fakhr-al-Din II. À ses pieds gisent encore des colonnes romaines.
On prétend qu'un tunnel menait jusqu'à la mer.